# Bola del Mundo
La Bola del Mundo — ou Alto de las Guarramillas — est un sommet de la sierra de Guadarrama (massif appartenant au Système central), situé à la limite des provinces espagnoles de Madrid et de Ségovie. Culminant à 2 262 mètres d'altitude, il s'étend à la l'extrémité occidentale du chaînon montagneux de Cuerda Larga. Très proche du sommet, sur son flanc oriental, le Ventisquero de la Condesa est une zone de résurgences où le Manzanares prend sa source.
Non loin de là, un relais de radio et de télévision a été installé. Ses trois antennes à la forme de missiles caractéristique sont couvertes de radômes pour les protéger du froid, particulièrement vif à cette altitude.
Cette montagne est relativement simple à gravir. Son ascension n'entraîne aucune difficulté technique, mais il est important de prendre en compte le facteur neige (accumulation de neige ou de glace sur les chemins pendant les mois d'hiver et au début du printemps). Le moyen le plus rapide de rejoindre le sommet est un chemin forestier goudronné qui part de puerto de Navacerrada (1 880 mètres d'altitude), permettant de gravir la face ouest et d'atteindre le sommet au bout de quarante minutes de randonnée.
En cyclisme, le Tour d'Espagne a effectué deux arrivées au sommet, en 2010 avec la victoire de l'Espagnol Ezequiel Mosquera et, en 2012, celle de Denis Menchov.